# Geraldine Moodie

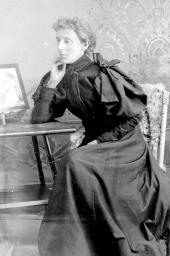
Geraldine Moodie

Geraldine Moodie, geborene Fitzgibbon (* 31. Oktober 1854 in Toronto, Ontario; † 4. Oktober 1945 in Midnapore, Alberta) war eine kanadische Pionierin der Fotografie. Sie war die erste professionelle Fotografin, die jenseits des Nordpolarkreises das Leben der Inuit dokumentierte.
Die kanadische Bundesregierung ehrte Moodie am 13. August 2024 für ihr Schaffen und erklärte sie zu einer „Person von nationaler historischer Bedeutung“.

## Leben
Geraldine Moodie wurde als eines von sechs Kindern des Rechtsanwalts Charles Fitzgibbon und der Illustratorin Agnes Dunbar Moodie in Toronto geboren. Nach dem frühen Tod des Vaters zog Geraldine mit ihrer Familie zu der Großmutter Susanna Moodie und deren Schwester Catharine Parr Traill. Dort half sie ihrer Mutter bei der Illustration von Parr Traills Buch Canadian Wild Flowers.
Während eines Aufenthaltes in England lernte sie ihren späteren Mann John Moodie, einen entfernten Verwandten und Leiter der North West Mounted Police (NWMP) Kanadas, kennen. Nach ihrer Heirat 1878 lebten sie in verschiedenen Grenzposten, wo Geraldine Moodie verschiedene Pflanzenarten sammelte, zeichnete und bestimmte sowie das Fotografieren erlernte. 1895 bekam sie den Auftrag, zahlreiche Orte und Sehenswürdigkeiten zu fotografieren, die bei einer Reise des Premierministers Mackenzie Bowell besucht worden waren.
Im Zusammenhang mit der Saskatchewan-Rebellion fertigte sie auch eine Porträt-Serie von Cree-Indianern und dokumentierte ihre Zeremonien. Ebenso hielt sie den Arbeitsalltag der Farmer und der NWMP in zahlreichen Aufnahmen fest.
1904 reiste sie zu ihren Mann in die Arktis. Bei ihrem Aufenthalt in Fullerton und Fort Churchill an der Hudson Bay, erstellte sie eine große Anzahl an Porträts von Inuit. Die erst 1970 wiederentdeckten Bilder sind heute Bestandteil der Sammlungen des British Museum und des National Archive of Canada und gelten als erste fotografische Zeugnisse des Lebens der indigenen Bevölkerung der Nordwest-Territorien.